# Joseph Kabila
Joseph Kabila Kabange, född 4 juni 1971 i den lilla byn Hewa Bora i Södra Kivu (eller i Tanzania, vilket egentligen skulle göra honom till medborgare i det landet), blev president i Demokratiska republiken Kongo efter mordet på hans far Laurent-Désiré Kabila i januari 2001. Han satt på posten till 24 januari 2019 då han efterträddes av Félix Tshisekedi.
Han talar engelska och swahili, då han är uppväxt i bland annat Tanzania. Kabila deltog i upproret mot president Mobutu 1997 och utnämndes därefter till överbefälhavare.
År 2006 ställde Kabila upp i presidentvalet i Kongo och fick 45 procent av rösterna i den första valomgången. I den andra valomgången, som hölls den 29 oktober, ställde han upp mot Jean-Pierre Bemba och utropades kort därefter till segrare med 58 procent av rösterna. Han blev därmed den första demokratiskt valde presidenten i Demokratiska republiken Kongo på mycket länge.
Den 9 januari 2019 meddelades att  Félix Tshisekedi valdes till president i Demokratiska republiken Kongo vid valet den 30 december 2018. Han besegrade oppositionsledaren Martin Fayulu och Emmanuel Ramazani Shadary, den senare som stöddes av den utgående presidenten Joseph Kabila, som hade varit president i arton år.  Fayulu utmanade valresultatet efter påstådd riggning.
Den nye presidenten blev dock beroende av Kabilas läger, som dominerade parlamentet. Kring årsskiftet 2020/2021 såg det dock ut som om Tshisekedi var på väg att, åtminstone delvis, frigöra sig från Kabilas grepp. 